# Aimer les hommes
Pour plus de détails, voir Fiche technique et Distribution.
Aimer les hommes (Любить человека, Lioubit tcheloveka) est un film soviétique réalisé par Sergueï Guerassimov, sorti en 1973.

## Synopsis
Un film sur de jeunes architectes qui construisent une nouvelle ville en Sibérie (voir Norilsk), leurs soucis, leurs préoccupations et leurs victoires. L'architecte Dmitry Kalmikov est tellement absorbé par son travail qu'il n'a pas eu le temps de tomber amoureux avant l'âge de 35 ans. Et puis l'amour est venu, et la vie commune a commencé. Au début, il y a la joie des découvertes quotidiennes, l'incapacité à gérer une nouvelle personne infiniment chère, la jalousie et les doutes angoissants. Le chemin de l'harmonie entre Dmitri et Maria passe par le déchirement de la mort d'un enfant et la grave maladie de Maria....

## Fiche technique
- Titre français : Aimer les hommes[1]
- Titre original : Любить человека, Lioubit tcheloveka[2],[3]
- Photographie : Vladimir Rapoport
- Musique : Ilia Kataiev
- Décors : Piotr Galadjev, Piotr Pachkevitch, Ekaterina Alexandrova
- Montage : Lidia Jutchkova
- Séquences d'animation : Guennadi Sokolski, Fiodor Khitrouk
- Société de production : Studio Gorki
- Pays de production :  Union soviétique
- Langue originale : russe
- Format : couleurs - Son mono - 35 mm
- Genre : drame
- Durée : 167 minutes
- Date de sortie :
  - Union soviétique : 8 janvier 1973

## Distribution
- Anatoli Solonitsyne : Dmitri Kalmikov
- Lioubov Virolaïnen : Maria
- Tamara Makarova : Alexandra Petrouchkov
- Janna Bolotova : Tania Pavlova
- Ivan Neganov : Zaritchev